# Mních (Vysoké Tatry)
Mních ( polsky Mnich německy Mönch, maďarsky Barát je samostatná skalní věž. Její jihozápadní hřeben se ztrácí v suťoviskách pod Čubrinou a pod Druhým Mnichom a nespojuje se s hlavním hřebenem Vysokých Tater . Nachází se na polském území Vysokých Tater v Dolině Rybiego Potoku nad jihozápadním břehem Mořského oka. Nepatrně vyšší ze dvou vrcholů je severovýchodní. 

## Název
Název mu pravděpodobně dali pastýři a myslivci. Tvary připomíná postavu řeholníka, oděného do pláště s kapucí na hlavě. Název si osvojili turisté a horolezci. K věži se vážou mnohé pověsti. Jedna z nich je o kamaldulském mnichovi Cypriánovi z Červeného kláštera při Dunajci, který sestrojil "čertův vůz" a z Tří korun doletěl až k Mořskému oku. 

## Výstupy
Dlouho měl pověst nedostupné věže. Prvním na jeho vrcholu byl student práv a dějin na krakovské univerzitě Jan Gwalbert Pawlikowski ( 1860 - 1939 ) s horským vůdcem Maciejem Sieczkom. V roce 1879 nebo 1880 vystupovali od západu z Dolinky za Mnichem, přes takzvanou płytu (desku) v severozápadní stěně. V zimě, v březnu roku 1910 byli první na vrcholu Mnicha Henryk Bednarski, Jerzy Cybulski, Walery GoeteI, Józef Lesiecki, Leon Loria a Stanislav Zdyb. 
Výstup na Mnicha je možný s horským vůdcem.

## Zajímavost
Polský Mnich má na slovenské straně Vysokých Tater dvojníka - Druhého Mnicha.